# Genyorchis macrantha
Espèce
Statut de conservation UICN

 VU D2 : Vulnérable
 Genyorchis macrantha   Summerh. est une espèce d'orchidées du genre Genyorchis.

## Distribution et habitat
C'est une plante endémique du Cameroun, on la retrouve au mont Cameroun, au mont Oku et sur la crête d'Ijim, dans la région du Sud-Ouest.
 Genyorchis macrantha est une plante épiphyte présente sur les troncs d'arbres à la lisière de la forêt tropicale, à 2 260 m d'altitude. Comme il s'agit d'une espèce vulnérable, l'IUCN préconise plus de recherches sur cette plante car elle pourrait exister sur d'autres territoires.